# Прокоф'єва-Михайловська Валентина Володимирівна
Прокоф'єва-Михайловська Валентина Володимирівна (21 квітня 1929) — українська астрономка, спеціалістка з фотометрії тіл Сонячної системи, фотографічної астрометрії, інформаційних технологій, фотометрії, приладобудування, змінних зір.

## Життєпис
Народилася 21 квітня 1929 р. у м. Ленінград Ленінградської області Російської РСР. У 1948—1953 р. навчалася у Ленінградському орена Леніна державному університеті імені А. А. Жданова.
З 1953 р. навчалася в аспірантурі Кримської астрофізичної обсерваторії, залишилася співробітницею Кримської астрофізичної обсерваторії.
У 1962 р. у Московському державному університеті імені М. В. Ломоносова під керівництвом В. Ніконова захистила кандидатську дисертацію «Фотоелектричні спостереження перемінних зірок в інфрачервоній області спектра».
У 1983 р. у Московському державному університеті імені М. В. Ломоносова захистила докторську дисертацію «Телевізійна фотометрія зірок і планет» (інша назва «Телебачення в астрономії»).
З 1984 р. — провідний науковий співробітник обсерваторії. В 2005 р. отримала звання професора. Вона є членом міжнародного астрономічного Євроазійського астрономічного товариства та Міжнародного астрономічного союзу.

## Науковий доробок
Разом з Абраменко О. М., Бондар Н. І., Майер В. А., Павленко О. П. та Шаріповою Л. М. розробили телевізійний комплекс для фотометричних та спектрофометричних досліджень зірок, який був встановлений на 0,5-м менісковому телескопі МТМ-500 (F/13) в Кримській астрофізичній обсерваторії. Зокрема, спільно з Бондар Н. І. розробили методику і програмне забезпечення для отримання розподілів енергії слабких зір на цьому комплексі.
Валентина Прокоф'єва є фундаторкою телевізійної астрономії. Нею було показано, що особливості телевізійного методу спостережень визначають сфери його застосування в астрономії. Під її керівництвом працювали гурт із Москви на чолі з В. Анісімовим та інженер Кримської астрофізичної обсерваторії А. Абраменко. Телебачення було використано для дослідження кривих блиску зірок, що виявляють швидку змінність. Спостереження проводили на півметровому телескопі Максутова Кримської астрофізичної обсерваторії. Приймачем світла служив трикамерний Електронно-оптичний перетворювач, що дозволило для слабких зірок збільшити квантовий вихід приблизно в 30 разів у порівнянні з класичним фотографічним методом, що застосовувалися тоді.
Протягом 1957—2014 рр. велися дослідження тіл Сонячної системи. Протягом трьох протистоянь 1969—1971–1974 проводилися спостереження Марса. Було отримано близько 80 тис. знімків у 4 та 10 областях спектру. Вперше було надано пояснення синіх прояснень на Марсі. Складено «Атлас телевізійних знімків Марса». Раніше за всіх у світі було виявлено появу комети Галлея на рівні близько 19 зіркової величини. В. В. Прокоф'євою вперше було відкрито супутники астероїдів. За спостереженнями астероїда 87 Сільвія було показано, що астероїд є подвійним. Це було зроблено за 2 роки до того, як космічний апарат «Галілео» у 1993 р. сфотографував супутник у астероїда Іда. Спільно із співробітником Держа́вного Астрономі́чного Інститу́ту і́мені П. К. Штернберга Московського державного університету імені М. В. Ломоносова В. В. Бусарєвим розроблено метод визначення розмірів плям на поверхнях малих тіл Сонячної системи, що було зроблено вперше у світі.
В. В. Прокоф'єва брала участь у телевізійних спостереженнях штучних супутників та космічних апаратів, що йдуть до Місяця, Венери та інших планет з метою їхнього дистанційного контролю.
Під керівництвом В. В. Прокоф'єву практику пройшли понад 30 астрономів і на підставі отриманих спостережень захищено понад 10 кандидатських дисертацій.

### Провідні публікації
Вона є авторои 150 наукових робіт. Найбільш вагомі:
1. Астероидальные спутниковые системы и их связь с семействами / Л. Г. Карачкина, В. В. Прокофьева // Всероссийская астрон. конф.: тез. докл. — СПб.: НИИХ СПбГУ, 2001. — С. 82.
2. Evidence of the complex structure of asteroid 21 Lutetia / V. V. Prokof'eva-Mikhailovskaya, Yu. V. Batrakov, V. V. Bochkov,.. L. G. Karachkina et al. // Solar System Research.- 2007.- Vol. 41, No. 4.- P. 307—313.
3. Свидетельства сложной структуры астероида 21 Лютеция / В. В. Прокофьева — Михайловская, Ю. В. Батраков, В. В. Бочков,.. Л. Г. Карачкина и др. // Астрон. вестник.- 2007.- Т. 41, № 4.- С. 337—344.
4. Телевизионный комплекс малого телескопа для астрофизических исследований/Абраменко А. Н., Прокофьев В. В. , Бондарь Н. И. , Майер В. А., Павленко Е. П., Шарипова Л. М. // Изв. Крым. астрофиз. обсерв., 1988, 78, С.182-192.

## Відзнаки
- Премія НАН України імені М. П. Барабашова
- 10 медалей

В 1995 р. малій планеті № 6172 присвоено ім'я Prokofeana.